# Zones humides des Frêtes
Les zones humides des Frêtes sont une ZNIEFF de type I de France situées en Haute-Savoie, sur le plateau de Beauregard, au-dessus de Manigod et du col de la Croix Fry.